# Igor Nowikow (astrofizyk)
Igor Dmitrijewicz Nowikow (ros. И́горь Дми́триевич Но́виков, ur. 10 listopada 1935 roku w Moskwie) – rosyjski astrofizyk teoretyczny, kosmolog i popularyzator nauki.
Nowikow sformułował zasadę samospójności w latach 80. XX wieku, jako ważny wkład do teorii podróży w czasie. Autor książek:
- Czarne dziury i Wszechświat,
- Rzeka czasu. Czarne dziury, białe dziury i podróże w czasie.

## Życiorys
Nowikow uzyskał tytuł doktora w astrofizyce w 1965 roku, a następnie doktora nauk w astrofizyce w 1970. Od 1974 do 1990 był przewodniczącym Wydziału Astrofizyki Relatywistycznej w Rosyjskim Instytucie Badań Kosmicznych w Moskwie. Przed 1991 był przewodniczącym Wydziału Teoretycznej Astrofizyki w Instytucie Fizyki Lebiediewa w Moskwie oraz profesorem na Uniwersytecie Moskiewskim. W 1994 roku został dyrektorem Centrum Astrofizyki Teoretycznej na Uniwersytecie Kopenhaskim w Danii. Został także profesorem astrofizyki w Uniwersyteckim Obserwatorium w Kopenhadze.